# Elle (pronom espagnol)
Pour les articles homonymes, voir Elle.
Elle (prononcé en espagnol : [ˈeʎe], pluriel: elles [ˈeʎes]) est un pronom de genre neutre à la troisième personne, en espagnol proposé comme une alternative aux pronoms genrés él (« il ») et ella (« elle »). Il peut être utilisé lorsque le genre d'une personne n'est pas connu ou lorsqu'il n'est pas souhaitable de la qualifier de « il » ou « elle ». Il n'est approuvé par aucune académie de langue espagnole.

## Histoire
Certaines personnes hispanophones non binaires estiment ne pas avoir de mot pour se référer à elles-mêmes et pour que d'autres se réfèrent à elles. Le pronom neutre est né de la nécessité de rendre visibles les personnes qui ne se sentent ni masculines ni féminines et qui ne sont donc pas à l'aise avec les pronoms traditionnels genrés. Le pronom elle peut également être utilisé lorsque le genre d'une personne n'est pas connu, et il est aussi accompagné d'un genre grammatical neutre.
Le symbole @ est tout d'abord utilisé sur les réseaux sociaux, les blogs et autres sites web pour signifier le genre neutre, mais le résultat s'avère peut satisfaisant car il ne peut pas être prononcé. Le symbole x est par la suite également utilisé, sans toutefois être non plus prononçable. Bien que les deux options soient toujours utilisées, un consensus est trouvé pour utiliser e comme terminaison au genre grammatical neutre et elle comme pronom neutre. La première personne à la proposer fut la blogueuse britannique Sophia Gubb et, en raison de sa facilité, c'est désormais l'option la plus répandue. Plusieurs campagnes ont été lancées afin de faire inclure le pronom dans le RAE.
Le 27 octobre 2020, l'Académie royale espagnole (RAE) a intégré le pronom dans son Observatoire des mots. Une nouvelle section de son site web est publiée le 23 octobre 2020 avec la définition suivante: « Le pronom elle est une ressource créée et promue dans certains domaines pour celles et ceux qui ne se sentent pas identifiées avec l'un des deux genres traditionnels. Son usage n'est pas répandu ou établi. L'usage de elle comme nom du diagraphe ll est noté dans le DLE ». Le 30 octobre 2020, quatre jours après son ajout, la RAE décide de supprimer le mot de son portail en raison de la confusion engendrée par sa présence, et déclare : « Lorsque le fonctionnement et la mission de cette section seront largement diffusés, elle sera réévaluée ».

## Usages
Le pronom elle et son pluriel elles (ainsi que l'ensemble du genre neutre) ont plusieurs usages :
- Se référer à une personne qui ne s'identifie pas uniquement avec le genre masculin ou féminin, par exemple « elle es mi amigue, es no binarie » (« iel est mon ami·e, iel est non binaire »)
- Pour faire référence à un groupe de personnes contenant plus d'un genre, par exemple « elles son mis hermanes, dos son varones y una es mujer » (« iels sont mes adelphes, deux sont des hommes et une est une femme »)
- Faire référence à un individu générique, par exemple « si alguien viaja en autobús, elle debe pagar el pasaje » (« si quelqu'un voyage en bus, iel doit payer son ticket »)
- Faire référence à quelqu'un qu'on ne connaît pas sans connaître son genre, par exemple « ¿Tienes novie? ¿Elle es mayor que tú? » (« as-tu un·e petit.e ami.e ? Est-iel plus âgé·e que toi ? »)[7].